# Aragea
Aragea is een kevergeslacht uit de familie van de boktorren (Cerambycidae). De wetenschappelijke naam van het geslacht werd voor het eerst geldig gepubliceerd in 1953 door Hayashi.

## Soorten
Aragea is monotypisch en omvat slechts de volgende soort:
- Aragea mizunoi Hayashi, 1953